# Canon EOS R6
EOS R R6 Mark II
Le Canon EOS R6 est un appareil photo hybride (à objectifs interchangeables) plein format produit par Canon,,. L'appareil photo a été annoncé par Canon le 9 juillet 2020, aux côtés de l'EOS R5 et succède au Canon EOS R.
Il s'agit du premier appareil photo Canon à disposer d'une stabilisation optique interne sur 5 axes qui peut apporter jusqu'à 8 stops de gain de vitesse lorsque l'appareil est utilisé avec des objectifs avec stabilisation intégrée.

## Réception
- DPReview attribue au Canon EOS R6 une note de 90 %, mettant notamment en avant sa grande versatilité[5].